# Coupe Memorial 1939
Navigation
Édition précédente Édition suivante
La finale de l'édition 1939 de la Coupe Memorial est présentée au Maple Leaf Gardens de Toronto en Ontario. Le tournoi est disputé dans une série au meilleur de cinq rencontres entre le vainqueur du trophée George T. Richardson, remis à l'équipe championne de l'est du Canada et le vainqueur de la Coupe Abbott remis au champion de l'ouest du pays.

## Équipes participantes
- Les Generals d'Oshawa de l'Association de hockey de l'Ontario, en tant que vainqueurs du trophée George T. Richardson.
- Les Athletic Club Roamers d'Edmonton de la Ligue de hockey junior d'Edmonton en tant que vainqueurs de la Coupe Abbott.

### Résultats
| Match | Vainqueur                        | Résultat | Perdant                          | Lieu                         |
| ----- | -------------------------------- | -------- | -------------------------------- | ---------------------------- |
| 1     | Generals d'Oshawa                | 9-4      | Athletic Club Roamers d'Edmonton | Maple Leaf Gardens (Toronto) |
| 2     | Generals d'Oshawa                | 12-4     | Athletic Club Roamers d'Edmonton | Maple Leaf Gardens           |
| 3     | Athletic Club Roamers d'Edmonton | 4-1      | Generals d'Oshawa                | Maple Leaf Gardens           |
| 4     | Generals d'Oshawa                | 4-2      | Athletic Club Roamers d'Edmonton | Maple Leaf Gardens           |

## Effectifs
Voici la liste des joueurs des Generals d'Oshawa, équipe championne du tournoi 1939 :
- Entraîneur : Tracy Shaw
- Joueurs : Les Colvin, Don Daniels, Joe Delmonte, Jim Drummond, Gerry Kinsella, Nick Knott, Jud McAtee, Norm McAtee, Dinny McManus, Gar Peters, Nig Ritchie, Roy Sawyer, Orville Smith, et Billy Taylor.